# 리멤버 타이탄
《리멤버 타이탄》(영어: Remember the Titans)은 2000년 개봉한 미국의 전기 스포츠 드라마 영화이다. 1971년 미국 버지니아주 알렉산드리아가 영화 무대이며, 실화를 바탕으로 했다. '타이탄'은 영화의 중심인 미식 축구팀의 이름이다.

## 줄거리
1971년 미국 버지니아주 알렉산드리아에서 백인이 흑인 청소년에게 총격을 가하는 바람에 흑백 폭동이 발생한다. 이를 무마하기 위해 원래는 흑인 고등학교 미식 축구 팀 감독으로 부임할 예정이었던 허먼 분(덴절 워싱턴 분)이 흑백 통합 고등학교 팀 타이탄스 감독으로 임명된다. 분은 전 백인 감독 요스트를 설득하여 수비 담당 코치로 임명한다. 게티즈버그에서 훈련을 하며 백인 선수와 흑인 선수 사이에 많은 충돌이 빚어지지만 차차 갈등이 잦아들게 된다.

## 출연
- 덴절 워싱턴 - 허먼 분 감독 역
- 윌 패튼 - 빌 요스트 코치 역
- 우드 해리스 - 줄리어스 캠벨 역
- 라이언 허스트 - 게리 버티어 역
- 도널드 페이존 - 피티 존스 역
- 이선 수플리 - 루이 래스틱 역
- 니콜 아리 파커 - 캐럴 분 역
- 헤이든 패너티에어 - 셰릴 요스트 역
- 킵 파듀 - 로니 "선샤인" 배스 역
- 크레이그 커크우드 - 제리 "레브" 해리스 역
- 케이트 보즈워스 - 에마 호이트 역
- 라이언 고슬링 - 앨런 보슬리 역
- 버지스 젱킨스 - 레이 버즈 역
- 그레고리 앨런 윌리엄스 - 폴 "독" 하인스 역

## 기타 제작진
- 음악 감독: 캐시 넬슨, 밥 바더미

## 우리말 녹음
KBS 성우진 (2005년 3월 3일)
- 구자형 - 분(덴절 워싱턴)
- 오세홍 - 요스트(윌 패튼)
- 윤세웅 - 피티(도널드 페이존)
- 이규석 - 줄리어스(우드 해리스)
- 성완경 - 게리(라이언 허스트)
- 송덕희 - 캐럴(니콜 아리 파커)
- 정미숙 - 셰릴(헤이든 패너티에어)
- 양석정 - 로니(킵 파듀)
- 조진숙 - 에마(케이트 보즈워스) / 니키(크리스틴 리 존스)
- 류다무현 - 블루(얼 C. 프와티에이)
- 이원준 - 보슬리(라이언 고슬링)
- 전인배 - 버즈(버지스 젱킨스)
- 윤병화 - 타이렐(브렛 라이스)
- 이호인 - 왓슨(리처드 풀러턴)
- 홍승섭 - 테이버 감독(짐 그림쇼)
- 변현우
- 임성표
- 원호섭

## 같이 보기
- 코치 카터